# Universidad Santo Tomás (Colombia)
La Universidad Santo Tomás es el primer claustro universitario de Colombia. Fue fundada el 13 de junio de 1580 por la Orden de Predicadores en Bogotá, Colombia. Esta sujeta a inspección y vigilancia por medio de la Ley 1740 de 2014 y la ley 30 de 1992  del Ministerio de Educación de Colombia. Es la primera universidad privada con presencia nacional en recibir la Acreditación Institucional de Alta Calidad Multicampus Archivado el 21 de febrero de 2019 en Wayback Machine. (Reacreditando en alta calidad a la sede de Bogotá, la Vicerrectoría de Universidad Abierta y a Distancia y acreditando en alta calidad a las sedes de Bucaramanga, Medellín, Tunja y Villavicencio).

## Historia

### La Tomística de Estudios Generales en el Nuevo Reino de Granada

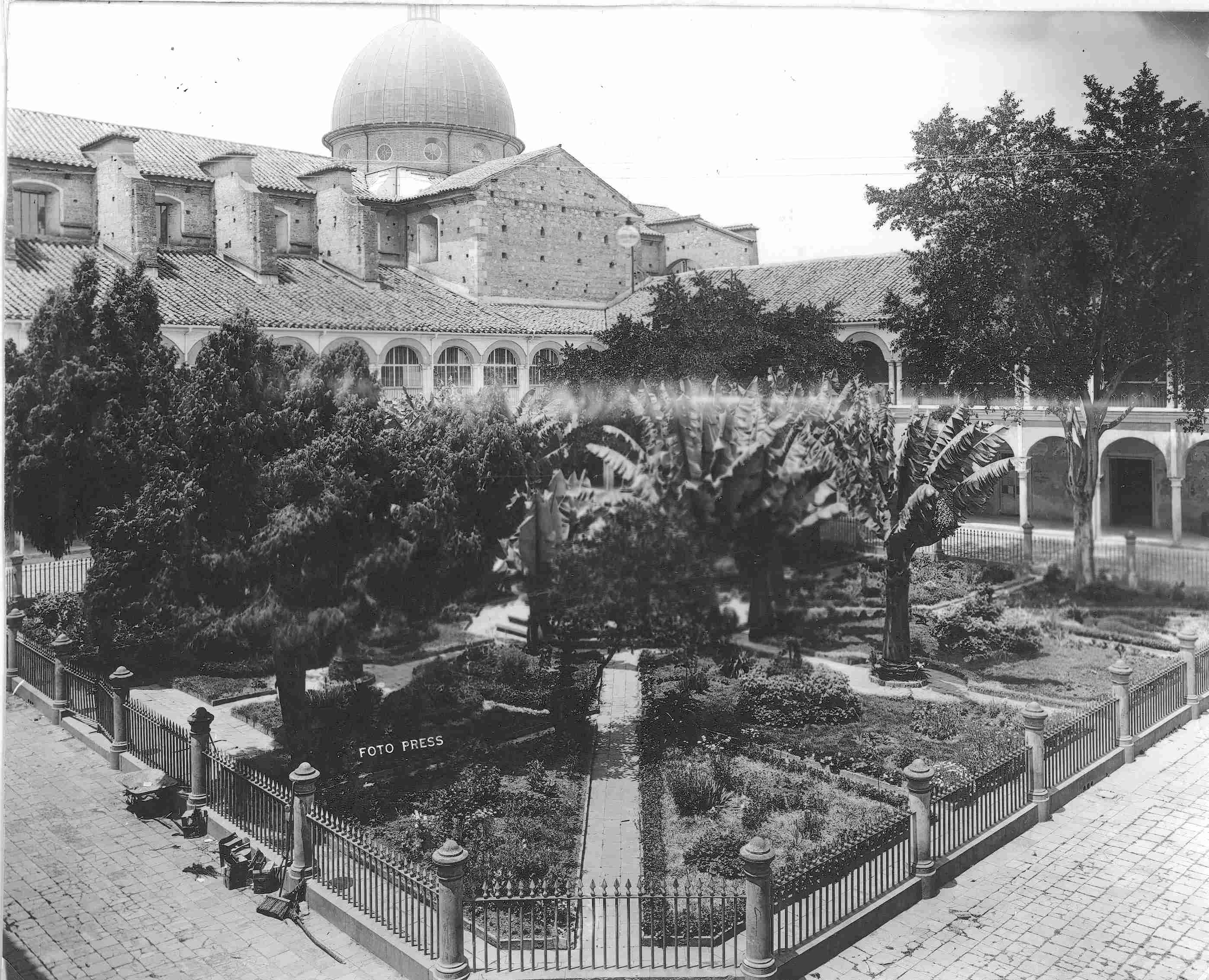
Convento de Nuestra Señora del Rosario, en Bogotá, Colombia (1550-1938). Primera Sede de la Universidad Santo Tomás.

#### Convento de Nuestra Señora del Rosario de Bogotá.
El 6 de agosto de 1538, el fraile dominico Domingo de Las Casas oficiaba la misa de fundación de Santafé en algún lugar de la sabana de Bogotá. Había partido en 1536 desde Santa Marta junto con el conquistador Gonzalo Jiménez de Quesada y doscientos hombres, los cuales remontaron el río grande de La Magdalena, se impusieron ante los muiscas y se asentaron finalmente en ese paraíso natural conocido como Teusacá, la que sería la capital del Nuevo Reino de Granada, aquel día en que se celebraba la transfiguración del Señor y el aniversario de la muerte de santo Domingo de Guzmán, fundador de la Orden de Predicadores, apenas albergaba a los setenta sobrevivientes de la expedición. Doce años más tarde, la ciudad asistía a la primera sesión de su Real Audiencia en inmediaciones de la Plaza Mayor. Ese mismo año de 1550, el 26 de agosto, dieciséis frailes dominicos fundaban a contados pasos de allí el Convento de Nuestra Señora del Rosario, con el fin de divulgar el pensamiento de Tomás de Aquino y formar a los misioneros encargados de evangelizar el territorio. Era tal su compromiso con anunciar la Buena Noticia, que eventualmente el dominico Bernardo de Lugo sería considerado pionero en el estudio y la enseñanza de la gramática muisca.
Por iniciativa del activista por el reconocimiento de la humanidad de los indígenas fray Bartolomé de Las Casas, la Orden de Predicadores constituye en 1551 la Provincia de San Antonino de la Nueva Granada. La responsabilidad de formar a los frailes recae entonces en el convento de Bogotá —con un efímero antecedente en el de Tunja—, el cual establece en 1563 la primera cátedra de gramática o curso de latinidad. Su oferta académica trasciende la educación monacal hasta alcanzar a las gentes del común, fueran estos españoles o criollos que se profesionalizaban para ocupar cargos públicos, hasta indígenas, inclusión que más adelante les acarrearía a los dominicos una amonestación real. 

#### La Tomística de Santafé (1580-1826).
Tal era la calidad de la instrucción en el Convento de Nuestra Señora del Rosario que el 13 de junio de 1580, mediante la bula Romanus Pontifex, se crea el Colegio-Universidad Santo Tomás o Tomística. El primer claustro universitario, por su estrecha relación con el convento, se erige como uno de estudios generales con estatutos que se inspiran en la ratio studiorum o ruta de formación académica de los frailes dominicos. En 1594, con las facultades de teología, jurisprudencia, filosofía y medicina en curso, el aval eclesiástico recibe un espaldarazo de legitimidad ante la Corona gracias al Exequatur del rey Felipe III.
Pero ¿por qué es importante una universidad de estudios generales en el Nuevo Mundo? Antes del cisma de Occidente, los dominicos viajaban a París para estudiar los tratados especulativos y morales de Santo Tomás, dado que allí estaba la única universidad con cátedra de teología. Paulatinamente se encomendó esta formación a los conventos, donde destacó el de San Esteban, en Salamanca, que serviría de modelo para los americanos. Los estudios generales ocupaban entonces el grado sumo en los estudios de la Orden, y allí se dirigía a perfeccionarse la flor y nata de la juventud estudiosa, para después desempeñar cátedras u otros cargos de relieve. Desde sus comienzos, la de Bogotá hizo lo propio en la enseñanza de Aristóteles comentado por el Aquinate.
En el vigesimocuarto aniversario de la Tomística, la sociedad santafereña celebra de nuevo, pero esta vez la fundación por parte de la Compañía de Jesús del Colegio Mayor de San Bartolomé, del cual germinará la Academia Javeriana en 1623. Ambos centros educativos, junto con el Colegio Mayor de Nuestra Señora del Rosario (1653) y del franciscano Colegio de Estudios Superiores de San Buenaventura (1704), fueron los responsables de cultivar ética e intelectualmente a los religiosos y a la élite dirigente del virreinato.

##### Primera prueba: dominicos vs. jesuitas.
Cuando desde Roma el papa Paulo V proclamaba la bula Cathedra Militantis Ecclesiae (1612), con la que el Convento de Nuestra Señora del Rosario se separaba del Colegio-Universidad, los dominicos enfrentaban su primera batalla jurídica contra la Compañía de Jesús. Esto porque en 1606 el hacendado santafereño don Gaspar Núñez muere y hereda a la Orden de Predicadores su fortuna con la condición expresa de que se utilice para la apertura de un colegio; voluntad que se materializaría en 1608 con el levantamiento del Colegio Santo Tomás, al que se le extendió la categoría de universidad para la Tomística, que como los otros colegios mayores se financiaba con aportes particulares y pagos de la Real Audiencia —amén del apoyo de las comunidades religiosas—, recibir los 30 000 pesos del testamento de don Gaspar era un seguro de vida. Lo anterior, sumado al infructuoso esfuerzo del San Bartolomé por obtener el derecho a graduar, condujo a los Jesuitas a instaurar el pleito contra los dominicos. Según los Ignacianos, el testamento no podía ejecutarse porque en él se extendía la educación para criollos e indígenas hijos de cacique, no solo a los frailes conventuales; mas, de llegar a ejecutarse, les correspondería parte de la herencia. El fallo llegaría en 1627 a favor de los de santo Domingo de Guzmán, pero al impasse de fondo aún le faltaba cerca de ocho décadas para resolverse. Valga aclarar en este punto que los estudios superiores de la época dependían de una relación estrecha entre los distintos colegios y universidades. Un estudiante podía tomar cursos en varios, pero debía acudir a la Universidad Santo Tomás para recibir su grado. Así lo fue hasta 1704, cuando por Real Cédula se zanjó: “que estas religiones [órdenes] corran gozando recíprocamente la una de los privilegios de la otra sin diferencia alguna”, concediendo a la Academia Javeriana el derecho a graduar a sus pupilos.
Lejos de significar un revés para los dominicos, el fallo amplió la educación católica en el virreinato y dio paso a la consolidación de ambas instituciones privadas regentadas por órdenes religiosas, muy a pesar de la decadencia económica y política de los siglos XVII y XVIII en la Nueva Granada. Curiosamente, la intelectualidad que salió de sus aulas les significaría, más adelante, mayores retos a las universidades, pues serían el fiscal Francisco Antonio Moreno y Escandón y el prócer Francisco de Paula Santander quienes las obligarían a replantear su naturaleza.

##### Segunda prueba: dominicos vs. Francisco Antonio Moreno y Escandón.
1767. Eran tiempos convulsos, de pesca en ríos revueltos. Por una parte, el rey Carlos III decretaba la expulsión de la Compañía de Jesús de los dominios del imperio español. Los religiosos fueron desterrados y sus bienes incautados. La doctrina del patronato regio, por la cual el papado había cedido temporalmente ante la Corona parte del poder eclesiástico, se fragmentaba de cara a las intenciones del monarca y al voto de obediencia al papa por parte de los jesuitas. Acusados de regalismo, pues en sus grados debía jurarse lealtad al rey, los dominicos ganaban el beneplácito del imperio y quedaban con el derecho exclusivo de graduar en la Nueva Granada. 
Imbuido por las ideas de la ilustración, pero claro defensor de la monarquía, el fiscal Francisco Moreno y Escandón ve la oportunidad de implantar una reforma educativa con la intención de incluir en los planes de estudio materias como física, matemática y trigonometría; pero, sobre todo, de dejar en manos públicas —y no religiosas— la formación de los jóvenes. Ante la Junta de Temporalidades, inicia en 1769 el pleito entre Moreno y Escandón y los dominicos, quienes tuvieron como defensor a fray Jacinto Antonio Buenaventura. La querella se extendió por veintinueve años, con triunfos de parte y parte. El fiscal argumentaba la necesidad de abandonar la escolástica en beneficio de teorías modernas, y para su cometido puso en tela de juicio la formación en el claustro. La Orden enarbolaba su tradición, la calidad probada de sus maestros y el prestigio acumulado. Mientras el fiscal hacía propio el esfuerzo por poner al virreinato a la vanguardia —tarea loable—, los seguidores del Doctor Angélico no entendían por qué, de un momento a otro, se cuestionaba su quehacer. Detrás de todo esto, a guisa de condimento, se encontraba también el reclamo por los bienes incautados a la Compañía. La disputa jurídica se libró en los estrados de Santafé y en las cortes de Madrid. La Tomística perdió su derecho a graduar y vio alterado su currículo “sospechoso”. Esos desaires concluyeron cuando en 1798, por Real Cédula, los dominicos recuperaron sus privilegios. El saldo, para congoja de Francisco Moreno y Escandón, no fue positivo: a pesar de diseñar el plan de estudios y de haberse creado la universidad pública, esta no despegó por falta de financiamiento y voluntades políticas.

##### Tercera prueba: dominicos vs. la naciente república.
Las reformas borbónicas de Fernando VI a mediados del siglo XVIII favorecieron el poder real sobre el religioso o regional. En concreto, esto fue un duro golpe para la Iglesia porque estas prohibieron la fundación de nuevos conventos, limitaron la incorporación de nuevos novicios, impidieron al clero regular tomar parte en la redacción de testamentos, introdujeron la ilustración a través de las “ciencias útiles” y secularizaron la doctrina, lo que sumado ocasionó el distanciamiento del regalismo y el acercamiento de los de Santo Domingo a las ideas patriotas. Ahora bien, fuera de su bien documentada participación en la independencia, el Colegio-Universidad Santo Tomás tuvo en sus aulas a padres de la patria de distintas generaciones, como Camilo Torres, Francisco José de Caldas, Francisco de Paula Santander y Atanasio Girardot, entre muchos otros. Por ellos, y por la apertura ideológica de la Tomística, no sería sorpresa que el Acta de Independencia de 1810 se firmara en el claustro, el mismo que había servido como epicentro de tertulias revolucionarias y albergaría en los primeros años de la república reuniones de logias masonas o de las sociedades bíblicas precursoras del protestantismo en el país. La efervescencia de aquellos años se vio eclipsada el 3 de octubre de 1826 de manos de un viejo conocido: el vicepresidente Santander firmó el nuevo Reglamento de Estudios que entregaba el control de la educación superior al Estado, con lo cual la Tomística pierde el derecho de graduar y se ve reducida a su colegio. Nace entonces la Universidad Central —en las instalaciones del Colegio San Bartolomé— y comienza otro pleito de los dominicos para conservar sus centros educativos. Lamentablemente, la respuesta de la Orden fue débil por fracturas internas: una facción era favorable a abandonar los planes de estudios coloniales mientras otra se aferraba a la tradición.
En medio de este momento crítico, los frailes vivieron una breve calma chicha de 1855 a 1861, cuando el presidente José Hilario López declarara la libertad de enseñanza. Gracias a esta, recuperaron ante la ley su universidad y en muy poco tiempo retomaron su liderazgo en la capital; tanto así que muchos docentes de la Central, que no había recibido el impulso económico necesario, contrataron con la Tomística aunque para ello debían hacer una donación a la Provincia de San Antonino. Lo que no pudieron lograr los jesuitas, el fiscal Francisco Moreno y Escandón ni el mismísimo Santander, lo haría el militar y estadista caucano Tomás Cipriano de Mosquera. El ahora converso político liberal declaró en 1861 la tuición de cultos y la desamortización de manos muertas para contrarrestar el poder económico acumulado por la Iglesia, a la que acusaba de rentista, y, en algunos casos, de haber contribuido a la hegemonía conservadora. El gobierno federal, ahora con control sobre las órdenes religiosas y con el afán de inyectar capital a las arcas flacas de la nación, expropió el Convento de Nuestra Señora del Rosario y lo convirtió en oficinas del gobierno federal, pero no pudo hacer lo propio con el Colegio-Universidad por su carácter privado y su función de instrucción pública. Los dominicos exclaustrados huyeron, unos a los llanos de San Martín, otros a atrincherarse en Chiquinquirá y unos cuantos colgaron los hábitos para volver a la vida laica. El Convento de Nuestra Señora del Rosario de Bogotá, testigo de la historia de la ciudad y del país, tuvo diferentes usos hasta que en 1937 Alfonso López Pumarejo lo declaró —junto con el Colegio-Universidad— bien de la nación, lo que permitiría que tres años más tarde el presidente Eduardo Santos lo demoliera para construir allí el Palacio de las Comunicaciones. Todo parecía haber terminado…

### Restauración de la Universidad Santo Tomás.
Mosquera había herido de muerte a la Provincia. Sin convento ni colegio-universidad, los frailes se reagrupan de a poco en el altiplano cundiboyacense para retomar su apostolado y formar casas de estudio. Esperan los vientos favorables de la Regeneración… Bajo el liderazgo del prior provincial, Alberto Ariza, en 1943 comienza la construcción del nuevo Colegio Santo Tomás en el sector bogotano de Marly. Los dominicos saben que este nuevo claustro, de hermoso estilo románico de ladrillo a la vista, es la punta de lanza para recuperar su protagonismo en la educación católica de la capital, para catapultar el futuro regreso de la Tomística. Paralelo al excelente desempeño del liceo, desde 1950 la revista Testimonio de los terciarios dominicos publicaba discusiones sobre la necesidad de una universidad que se preocupara por recuperar en los jóvenes los valores morales. En 1955, a propósito de la visita a Bogotá de un representante de la Universidad Internacional Pro Deo de Roma, los frailes proponen juntar esfuerzos para restaurar la Universidad Santo Tomás. Se elevan consultas y se redactan los estatutos de la nueva institución, pero el proyecto fracasa por falta de responsables claros. El mismísimo general Gustavo Rojas Pinilla, que apoyaba la idea, no pudo contribuir en las gestiones por la urgencia de responder a los ataques bipartidistas. Esto, de nuevo, lejos de considerarse como una derrota, es el embrión de un segundo y definitivo intento.
El italiano Jordán Verona, nuevo prior de la Provincia San Luis Bertrán en 1964, y el regente de estudios Luis J. Torres retoman el sueño restaurador, consiguen respaldo nacional e internacional y lo presentan a la Asociación Colombiana de Universidades y al Ministerio de Educación. La respuesta oficial es desalentadora, pues se estima innecesaria su creación; incluso sugiere la creación de otro tipo de centro pedagógico, mas no la resurrección de la Tomística. La contrarrespuesta de la Orden es sumar más apoyos, evidenciar lo oportuno de una universidad que aporte al desarrollo del país desde una interpretación socioeconómica guiada por el humanismo cristiano e iluminado por la teología de Tomás de Aquino. La guerra fría, las nuevas posturas del Concilio Vaticano II, el triunfo de la Revolución cubana y el auge de las guerrillas en el campo exigen una respuesta intelectual, pero, más que eso, ética.
Fue así como el 27 de noviembre de 1964 se firma, en el Convento de Santo Domingo, el acta de restauración de la universidad, y luego el 7 de marzo de 1965 reabre sus puertas el primer claustro universitario de Colombia con 273 estudiantes, 12 directivos, 35 profesores y 4 facultades: ingeniería civil, economía y administración de empresas, filosofía y ciencias jurídicas (derecho) y filosofía y ciencias sociales (sociología). Desde entonces, y con el mismo impulso de siempre, la Orden ha nutrido y guiado los pasos de la Universidad. Ese nuevo comienzo retomó la filosofía de la Tomística y la imprimió en su hoja de ruta: a su luz se compusieron los estatutos, se diversificó la oferta académica y se diseñó el modelo pedagógico.
En los setenta, la Universidad Santo Tomás innovó con su modalidad de educación desescolarizada a distancia, con la cual capacitaba a religiosos, pedagogos y estudiantes a lo largo y ancho de la geografía nacional, justo cuando varias universidades tuvieron que suspender sus actividades a causa de las protestas del movimiento estudiantil. El éxito de esta estrategia impulsó además la regionalización que ya se venía gestando en el claustro, la cual se hace evidente hoy en día con los modernos centros educativos de Bogotá, Bucaramanga, Tunja, Villavicencio y Medellín. Al periodo de crecimiento y expansión, de 1974 a 1995, le siguió uno de madurez institucional que hoy continúa. En 2016, por ejemplo, la Santoto se convierte en una de las primeras universidades privadas en recibir la Acreditación Institucional de alta Calidad Multicampus, demostrando una vez más su capacidad de adaptación y esa férrea voluntad de prédica del humanismo cristiano de Tomás de Aquino.

## Símbolos[6]
La Bandera: Está compuesta por cinco franjas horizontales, tres verdes y dos blancas intercaladas, el escudo de la Universidad en la parte central.
El Sello: Fue elaborado para afirmar el origen pontificio de la institución con la bula fundacional “Romanux Pontifex” de 1580, auténtico mandato del papa Gregorio XIII y se utiliza en certificados y diplomas expedidos por la Universidad.
Escudo: Está formado por la Cruz de Calatrava en blanco y negro en el centro dieciséis rayos circulares dorados, símbolo del sol de Aquino, sobre un fondo circular azul y el lema en latín Facientes Veritatem, hacedores de la verdad, en una banda roja.
El Himno: Consta de ocho estrofas, hace clara alusión a la educación humanista y vocacional de la universidad.

## Modalidad abierta y a distancia
La Universidad Santo Tomás cuenta con la Vicerrectoría General de Universidad Abierta y a Distancia y esta a la vez, con los Centros de Atención Universitaria (CAU), que brindan apoyo académico y administrativo al proceso educativo en la modalidad a distancia facilitando al estudiante acceso a la educación superior.

## Bibliotecas

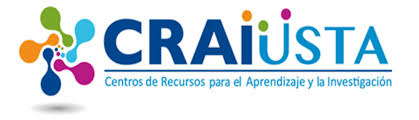
Centro de Recursos para el Aprendizaje y la Investigación de la Universidad Santo Tomás - Sistema de Bibliotecas Universidad Santo Tomás

El proyecto CRAI-USTA, Centro de Recursos para el Aprendizaje y la Investigación para la Universidad Santo Tomás, está conformado por las 12 bibliotecas universitarias de cada una de las sedes y seccionales, la Biblioteca del Convento Santo Domingo y las colecciones de cada uno de los Centros de Atención Universitaria (CAU) del país.
En Bogotá, la Universidad cuenta con un sistema de bibliotecas con 4 sedes: la Biblioteca Fray Luis J. Torres, O.P., la cual presta sus servicios a la Sede Principal, Biblioteca Fray Bartolomé de las Casas, O.P., que presta sus servicios en la sede Dr. Angélico, Biblioteca Fray José de J. Farías Páez, O.P., ofrece atención en la Sede Aquinate, y la Biblioteca Giordano Bruno, la cual presta sus servicios en la sede Campus San Alberto Magno, además de la Biblioteca del Convento Santo Domingo.

## Investigación
La Unidad de Investigación es el organismo de orden nacional que se caracterizan por fomentar y desarrollar proyectos de investigación, que parten de necesidades locales y posibilitan el desarrollo sostenible regional y nacional incorporando y respetando las identidades culturales en el marco de la globalización. La Universidad Santo Tomás cuenta con una dependencia editora (Ediciones USTA) desde donde se publican los textos, como resultado de la labor científica y docente que se desarrolla en la Universidad.